# Pseudohovatoma micros
Pseudohovatoma micros là một loài bọ cánh cứng trong họ Cerambycidae.